# Stjepan V. Babonić
Stjepan V. Babonić Krupski, ranije poznat kao Stjepan IV. († o. 1320.), hrvatski velikaš, ban Slavonije iz obitelji Babonića. Sin je kneza Babonega II. i brat Ivana I., Radoslava II. i Ota.
Godine 1299. kralj Andrija III. priznaje mu naslov "bana čitave Slavonije" (lat. banus totius Sclavonie). Iste godine banski naslov mu potvrđuje i napuljski kralj Karlo II., a 1300. dariva mu Slavoniju (od Njemačke do rijeke Bosne i od rijeke Save do planina Gvozd), ali mu ne potvrđuje banski naslov.
Gubitak banske časti bio je privremen, jer je već 1309. godine ponovno postao ban čitave Slavonije.